# Sjötorp
Sjötorp ist ein Ort (tätort) in der schwedischen Provinz Västra Götalands län und der historischen Provinz Västergötland. Der Ort in der Gemeinde Mariestad liegt etwa 20 Kilometer nördlich der Stadt Mariestad am Ufer des Vänern.

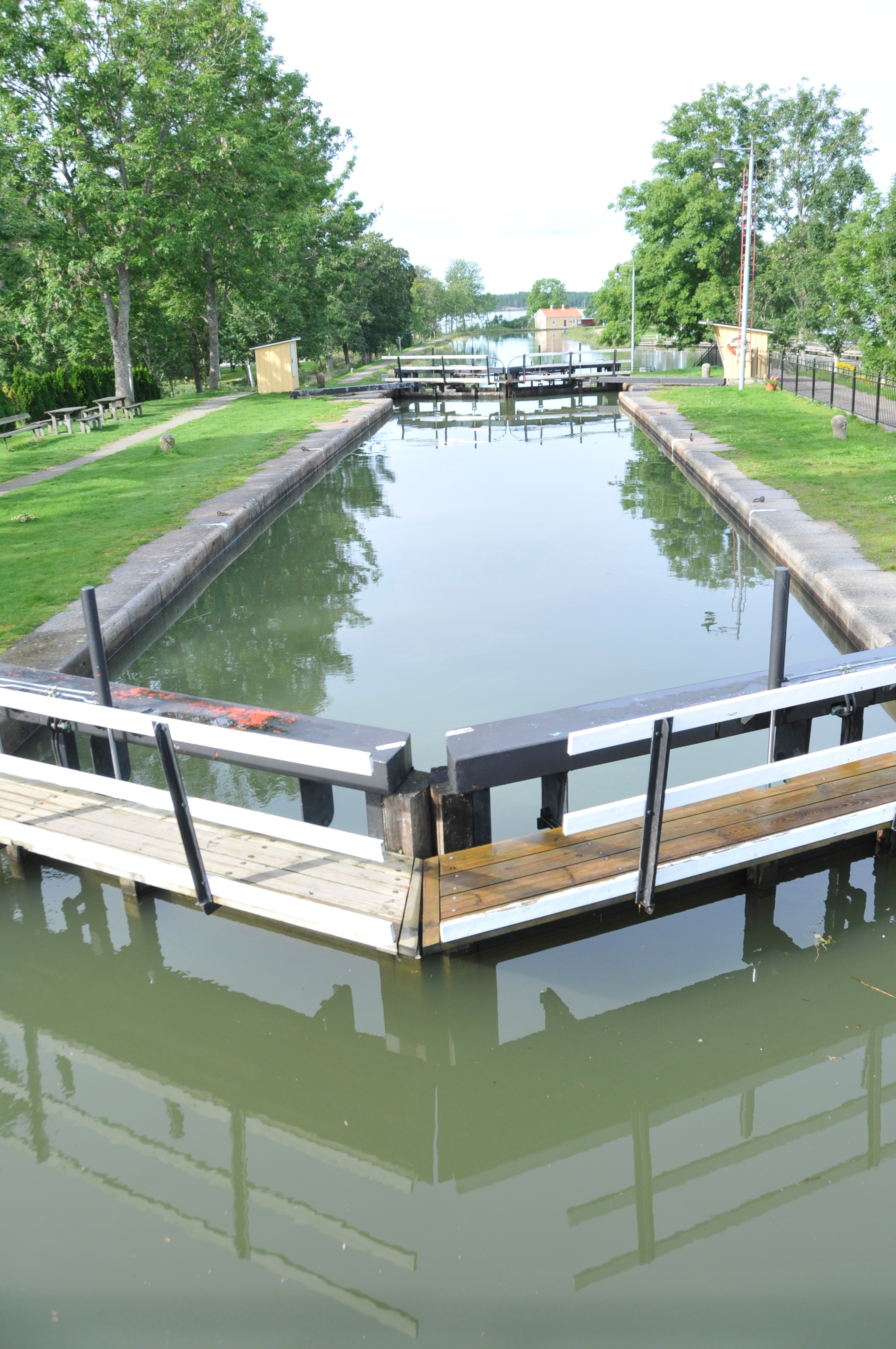
Schleuse in Sjötorp

## Geographie
Sjötorp liegt an der Mündung des Göta-Kanals in den Vänern. Drei Schleusen führen vom See zum Kanalhafen, an dem das Büro der Kanalgesellschaft, eine Werft und Werkstätten liegen. In weiteren fünf Schleusen am Ortsrand steigt der Kanal auf 20 Meter über dem Wasserstand des Vänern. Im alten Hafenmagazin befinden sich ein Besucherzentrum und das Kanalmuseum, das im Sommer geöffnet ist.
Einige Kilometer südlich des Ortes liegt das Naturreservat Surö.